# 홍용락
홍용락은 대한민국 방송인이다. 서강대학교 영상대학원에서 영상매체학 박사학위를 받았고, SBS PD이다. 동아방송대학교 방송극작과, 영상제작과 교수, 사단법인 한국미디어 연구소 이사장, 한국 방송학회 방송콘텐츠연구회 회장, 한국 홍보학회 부회장, 한국 정치커뮤니케이션학회 기획이사, 방송위원회 심의위원, 대전과학기술대학교 교수 등을 역임했다. 유튜브채널 홍용락TV를 운영하고 있다. 

## 저서
- <TV제작을 위한 기술이론의 실제>(2001)
- <드라마제작 실무>(2004)
- <디지털 영상제작 연출론>(2007)
- <한국드라마 중국유통론>(2009)

## 연구
- 한류현상의 이론화를 위한 연구(2006, 방송학회, 책임연구자)
- 직업방송평가 연구(2007, 한국산업 인력공단, 책임연구자)
- 해외 한국어방송 중장기 발전방안에 대한 연구(2010, 방송통신위원회, 책임연구자)
- 한국직업방송평가(2010, 한국산업인력공단, 책임연구자)